# Monique Breteler
Monique Maria Bernadette Breteler (* 26. Januar 1961 in Nijmegen) ist eine niederländische Neuroepidemiologin. Sie ist Direktorin für Populationsbezogene Gesundheitsforschung am Deutschen Zentrum für Neurodegenerative Erkrankungen (DZNE) und Professorin an der Universität Bonn. Zwischen 2002 und 2022 war sie Professorin an der Harvard School of Public Health in Boston, Massachusetts, eine von zahlreichen akademischen Einheiten  der Harvard University. Seit 2015 ist Monique Breteler Auswärtiges Mitglied der Königlich-Niederländischen Akademie der Künste und Wissenschaften, und seit 2017 Mitglied der Nationale Akademie der Wissenschaften Leopoldina.

## Werdegang
Monique Breteler studierte Medizin sowie Epidemiologie an der Radboud-Universität Nijmegen. 1993 promovierte sie in diesen Fächern an der Universität Rotterdam. Dort übernahm sie 1995 die Leitung der Abteilung Neuroepidemiologie. Zwischen 2002 und 2022 hatte sie eine außerordentliche Professur an der School of Public Health der Harvard University in Boston, Massachusetts inne. Außerdem ist sie seit 2011 Direktorin für Populationsbezogene Gesundheitsforschung am Deutschen Zentrum für Neurodegenerative Erkrankungen (DZNE). Im Jahr 2019 wurde Monique Breteler in der Sektion Neurowissenschaften als Mitglied in die Nationale Akademie der Wissenschaften Leopoldina aufgenommen.

## Forschung
Monique Bretelers Forschungsinteresse liegt in der Ätiologie und der präklinischen Entwicklung von neurodegenerativen und zerebrovaskulären Erkrankungen. Seit mehr als 20 Jahre begleitet sie die große epidemiologische und populationsbasierte Rotterdam-Studie. Des Weiteren leitet sie die 2016 gestartete Rheinland-Studie am DZNE in Bonn.

## Auszeichnungen
- 2012 Bengt Winblad Lifetime Achievement Award der US-amerikanische Alzheimer Gesellschaft[4]
- 2012 Rede auf der Falling Walls Conference in Berlin[5]
- 2015 Auswärtiges Mitglied der Königlich-Niederländischen Akademie der Künste und Wissenschaften[6]
- 2019 Mitglied der Leopoldina[7]